# Raphidia (Nigroraphidia) palaeformis
Raphidia (Nigroraphidia) palaeformis is een kameelhalsvliegensoort uit de familie van de Raphidiidae. De soort komt voor in Turkije.
Raphidia (Nigroraphidia) palaeformis werd voor het eerst wetenschappelijk beschreven door H. Aspöck & U. Aspöck in 1964.